# Шхара
Шхара (на грузински: შხარა, Карачаево-балкарски Ушхара) е най-високият връх в Грузия, покрит целогодишно със сняг, трети по височина в Кавказ след Елбрус и Дих-Тау и четвърти в Европа. Намира се на границата между Грузия и Русия.

## Наименование
Съществуват няколко варианта за превод на името на върха:
- От балкарската дума ушхара, означаваща немонолитен. Шхара наистина е изпъстрена с многочислени клисури.[3]
- Според втората версия, названието означава девети връх. Това наистина е номерът по ред на върха от Главния хребет, ако се брои от запад на изток.[3]

## Местоположение
Шхара се намира в Голям Кавказ, на границата между Русия и Грузия, между областите Горна Сванетия в Грузия и район Безенги в Кабардино-Балкария, субект в състава на Руската федерация.
Върхът се издига на Безенгийската стена, монументална, стръмна и остра планинска бариера, без никакви понижения, простираща се на дължина 12 km. Тя е част от Главния кавказки хребет, обсипана с голи скали и обхваната от плътна ледена покривка. Това е най-гъсто осеяната с високи върхове и ледникови системи част от Кавказ и сред тях най-високо се издига Шхара. На нея са разположени много от най-високите кавказки върхове – Шота Руставели, Джангитау, Катин-Тау, Гестола, връх Есенин и Лялвер.

## Височина
Заради няколкото, близко разположени един до друг върхове, определянето на височината на Шхара е значително затруднено и предизвиква сериозно объркване. В миналото се е считало, че тя е 5068 m. През 2010 г. Питър Шоен и Борис Авдеев, с помощта на приемник DGPS (Trimble GeoExplorer XT Differential-GPS) измерват върха и отчитат височина 5193,2 m. Измерването е правено по най-високата точка на снежно-ледения гребен на върха, поради което, в течение на годините, тази височина може да бъде изменена в зависимост от състоянието на снежно-ледената покривка.
След това започват различни спекулации. Надморската височина на Шхара се различава на различните карти. В някои атласи и източници тя е увеличена с 10-ина метра. В грузинската уикипедия височината на върха е 5201 m, а в други източници достига дори до 5203 m. На съвременните съветски карти тази височина е 5068 m и не е актуализирана. Споровете между специалистите по тази тема продължават.

## Върхове и ледници
На масива около Шхара се намират няколко върхове, и затова названието ѝ се превежда като лентовидна – няколкото успоредни хребета, които се спускат към долината образуват подобие на ленти, ивици.
Главния връх Шхара не е единственият с неустановена височина. На масива, освен него, чиято височина е 5193 (или 5201), се намират още няколко върха с подобно наименование. Това са Източна Шхара с височина 4866 m, Западна Шхара, висока 5068 m, Южна Шхара с височина 4380 m и Югоизточна Шхара с единствено уточнен размер, по който няма спорове от 4630 m.
На Шхара са образувани три ледника – Башхаауз, от страната на Русия, и Халде и Шхара – от страната на Грузия. Ледникът Шхара дава началото на буйната река Енгури, която протича през Горна Сванетия, образува Енгурския язовир, захранващ цяла Абхазия и се влива в Черно море. Башхаауз е разположена на страната на Кабардино-Балкария, където се намират Чегемските водопади, върховете Дих-Тау и Елбрус.

## Изкачване
Първото изкачване на върха е направено през септември 1888 г. от съвместната британско-швейцарска експедиция в състав Алмър (U. Almer), Кокин (J.G. Cockin) и Рот (C. Roth). Маршрутът, по който изкачват върха и до днес е най-популярен и най-често използваният за достъп до него. В много от руските източници се твърди, че първото изкачване е направено през 1933 г. от съветски алпинисти. Днес върхът е популярно място за алпинизъм. Заради климатичните условия най-подходящото време за изкачване е юни до септември.
Покоряването на Шхара е по-лесно откъм Грузия, но въпреки това, изкачването се предприема по-често от руската страна, поради относително бедните осигурителни съоръжение в грузинската част. Все пак във всички маршрути присъстват технически сложни участъци.

### Грузинска страна
За изкачване от грузинската страна се потегля от високопланинската община Ушгули, съставена от 4 села – Жибиани, Чажаши, Чейбиани, Муркмели. Намира се в Горна Сванетия и е разположена на височина 2200 m. Селището е вписано в Списъка на световното културно и природно наследство на ЮНЕСКО като второто най-високо разположено селище в Европа с постоянно население, след дагестанското село Куруш.(6)
Намира се на около 90 km северно от град Кутаиси, който е най-близкият по-голям град до Ушгули. Пътят на север от града обаче, е в лошо състояние, а в някои моменти – и непроходим. Все пак, през последните години, условията за пътуване са значително подобрени. По-приемлив път за достигане до Ушгули е през Зугдиди и по пътя край река Енгури – до Местия.

### Руска страна
От руската страна се потегля от Налчик с превоз до лагера Безенги, от който се вижда една малка част от Безенгийската бариера. Той е основна база за изкачване на върха. Осигурени са тренировъчна зала, сауна, екипировка под наем и други. Има библиотека, която разполага със снимки от предишни експедиции и описание на върховете в района. Изградени са много хижи и бунгала, но има предвидено място и за разпъване на палатки.
Изкачването започва от лагера, като се тръгва по езика на ледника Безенги, преминава се през морените и се стига до същинския ледник, малко по-ниско от Мисес-кош, местност, която се ползва за базов лагер от много генерации алпинисти след 1930 г. Оттам, след 3 – 4 часа ход, се стига до подножието на стената.

## 19 август 1961 г.
На 19 август 1961 г., при опит за траверсиране (хоризонтално подсичане или преминаване на снежни и ледени повърхности) на прочутата Безенгийска стена, загиват трима от най-добрите български алпинисти – Цанко Бангиев, Йордан Мачирски и Радко Бреянов. Групата изкачва връх Шхара и колоната тръгва по силно заледения и много тесен ръб на Безенгийската стена, водена от тримата алпинисти. Още в началото на прехода тримата падат по южния 3-километров, отвесен склон на върха, който до този момент никога не е бил изкачван.
Групата започва спускане по тази стена с надеждата да намери някой жив, като се придържа максимално близо до предполагаемия път на тяхното падане. Придвижват се надолу в продължение на два дни и три нощи, докато стигнат до пострадалите, но вече не могат с нищо да им помогнат.